# Kristin Knutsdotter
 Kristin Knutsdotter, född omkring 1118, död efter 1141, var en norsk drottning. Hon var gift med kung Magnus Sigurdsson (r. 1130-1135 och 1137-1139). 
Kristin Knutsdotter var dotter till hertig Knut Lavard och Ingeborg av Kiev och systerdotter till drottning Malmfrid av Kiev. Hon var sondotter till kung Erik Ejegod av Danmark. 
När kung Sigurd av Norge avled år 1130 och hans son utomäktenskapliga son Magnus Sigurdsson tog makten i Norge gav sig änkedrottningen Malmfrid av till Danmark och gifte sig där med sin svåger Knut Lavards halvbror Erik Emune. När Eriks far Nils stupade i slaget vid Foteviken 1134 utropade sig Erik till kung av Danmark och Malmfrid blev då drottning. Malmfrid och Erik fick inga barn, men hon medverkade till att det blev giftermål mellan kung Magnus Sigurdsson och systerdottern Kristin Knutsdotter. Kristin blev 1131 förlovad med kung Magnus Sigurdsson. Bröllopet ägde rum 1132 eller 1133. 
Senare samma år, 1133, flydde Malmfrid och Erik från Danmark och sökte skydd hos Magnus i Norge. Drottning Kristin avslöjade emellertid att Magnus hade planer på att förråda dem. Malmfrid och Erik bytte därefter till Harald Gilles sida i konflikten om den norska kronan. På grund av detta skilde sig Magnus sedan från Kristin. Kristin återvände till Danmark, där den enda informationen om henne är att hon bevittnade ett av kung Erik Lams brev 1141.